# Drepanulatrix ruthiaria
Drepanulatrix ruthiaria là một loài bướm đêm trong họ Geometridae.